# IEEE 802.2
IEEE 802.2 est un groupe de travail (en « hibernation ») du comité IEEE 802 qui a développé et spécifié le protocole Logical Link Control. C'est aussi une norme qui a été publiée le 7 mai 1998 et reprise par l'ISO sous la dénomination ISO/CEI 8802-2:1998. Ce protocole qui propose plusieurs types d'opérations liés à des services de qualités différentes correspond à la sous-couche supérieure de la couche « liaison de données » dans le modèle OSI.